# Pulaeus ardeola
Pulaeus ardeola är en spindeldjursart som beskrevs av Barilo 1991. Pulaeus ardeola ingår i släktet Pulaeus och familjen Cunaxidae. Inga underarter finns listade i Catalogue of Life.